# 암행어사: 조선비밀수사단
《암행어사: 조선비밀수사단》은 2020년 12월 21일부터 2021년 2월 9일까지 방영된 KBS 2TV 월화 드라마이다.

## 기획 의도
부정부패를 척결하고, 비리에 맞서 백성의 억울함을 풀어주는 조선시대 왕실의 비밀수사관 암행어사와 어사단의 통쾌한 코믹 미스터리 수사극.

## 방송 시간
| 방송 채널 | 방송 기간                                         | 방송 시간                         | 방송 분량                                |
| --------- | ------------------------------------------------- | --------------------------------- | ---------------------------------------- |
| KBS 2TV   | 2020년 12월 21일~2021년 2월 9일[1회~16회(본방송)] | 매주 월요일, 화요일 밤 9:30~10:40 | 70분 (1회당 1부 40분, 2부 30분 분할방송) |

## 등장인물

### 주요 인물
- 김명수: 성이겸(20대) 역 - 홍문관 부수찬, 암행어사. 누가 봐도 무사태평에 쩐 생기면 기방이나 들락거리는 난봉꾼. 이조전랑. 다인의 정인.
- 권나라: 홍다인(본명:이영신, 20대) 역 - 다모, 기녀. 황진이의 미모와 논개의 기백! 미소와 손짓 한 번에 쓰러진 남자만 수십이라는 장안 최고의 기녀. 죽은 휘영군의 외동 딸. 이겸의 정인.
- 이이경: 박춘삼(20대) 역 - 이겸의 몸종, 덩치는 산만해도, 말 많고, 잔정 많고, 눈물도 많은 순수 청년.

### 성이겸 주변인물
- 이태환: 성이범(20대) 역 - 이겸의 이복동생, 화적떼의 수장. 몸종의 몸에서 난 얼자태생.
- 조수민: 강순애(20대) 역 - 이겸의 첫사랑, 기녀의 딸.
- 종호: 만덕 역 - 이범의 심복. 이범이 자신의 패거리와 해체를 선언한 이후에도 미련때문인지 이범과 순애를 따른다.

### 왕실
- 황동주: 임금(30대) 역 - 백성을 지키려한, 실리를 추구하는 조선의 왕.
- 신지훈: 최도관(20대) 역 - 무예별감, 왕의 호위무사이자 어사단의 전령.
- 안내상: 장태승(40대) 역 - 도승지, 지방의 말단직 현감에서 승정원의 수석 승지.
- 손병호: 김병근(50대) 역 - 영의정, 세도가의 영수.
- 채동현: 김만희(30대) 역 - 훈련도감 별장, 김병근의 첫째 아들.
- 염동헌: 조필하(50대) 역 - 이조판서
- 박주형: 서용(30대) 역 - 명령에 따라 움직이는 잔혹한 검계

### 그 외 인물
- 한은성: 강종길 역 - 강인충의 아들. 고을 내에서는 작은 사또로 호칭하고 있다. 활을 잘 쏘며 인생을 사냥에 비유하는 마인드가 있다.
- 최종원: 강인충 역 - 사또. 첫 번째 에피소드에 등장한 탐관오리.
- 조덕회: 정문호 역 - 부잣집 선비
- 선우재덕: 휘영군 이한 역 - 영신(홍다인)의 아버지로 역모 누명을 쓰고 사망하였다. 왕족이며 선왕이 총애 했던 사람.
- 리민: 의원 역
- 양현민: 장근 역 - 좌천된 수령. 전라도 감찰사 출신. 두 번째 에피소드 고을에 나오는 사또. 이 역시 탐관오리. 휘용군의 죽음에 관련된 자. 홍다인과는 악연.
- 박광재: 투전판 앞을 지키는 무사 역
- 한동규: 최병서 역 - 세 번째 에피소드에 등장한 사또. 이겸에게 계속 무언가를 숨기려고 하는 등 마을 여인 연쇄 살인 사건을 방치하는 듯한 모습을 보인다. 기선과 그 사촌 언니를 비롯한 여인 연쇄 강간·살해 사건의 범인인 가면의 무사의 진짜 정체로 드러남
- 하영: 김미옥 역 - 영의정 김병근의 막내 딸, 훈련도감 별장 김만희의 동생
- 강윤: 김대광 역 - 청나라 유학파. 양반 자제. 가면의 무사의 일당으로서 온갖 범죄를 저지르다가, 그간의 죄상이 탄로 나자, 도망치지만 가면의 무사에 의해 가짜 유서를 남기고 나무에 목이 매어진 채 시체로 발견되었다.
- 정두겸: 김 대감 역 - 김대광의 아버지
- 장원영: 변학수 역 - 새로 부임한 전라도 관찰사
- 김명수: 김명세 역 - 네 번째 에피소드인 전주 고을의 수령이며 전라도 관찰사. 창을 낫게 하기 위해 절에 어마무시한 양의 공양미를 지역민들에게서 끌어다가 바치고 있는데, 이로 인해 전라도의 쌀 가격이 상당히 비싸짐.
- 윤기원: 배무룡 역 - 전주 고을의 예방. 수령의 명을 직접적으로 행하고 있다. 부패한 관리였기에 수령인 김명세의 쌀을 횡령하여 자신의 재산으로 삼으려는 것이 밝혀진다.
- 박동빈: 전계수 역 - 네 번째 에피소드의 인물. 성이범의 과거 아는 동생이 전라도 쪽에 정착한 이후 그곳에서 대장간을 경영하고 있는 사람.
- 김재일: 건주 역 - 네 번째 에피소드의 인물. 전계수 일당. 성이범과 동료. 전라도 쪽의 비적단.
- 정종우: 행수군관 역 - 네 번째 에피소드의 인물. 성이겸이 전주로 내려가는 시점에서 만난 감찰사의 부하. 성이겸이 목숨을 구해주었다. 변학수에 의해 어사 일행이 포위되었을 때 관군듵을 설득하는 이겸을 거들어 언제까지 이렇게 살것이냐고 일갈.
- 박영수: 전라도 객주 역
- 차다영: 점순 역 - 영신(다인)의 몸종.

### 특별출연
- 김주영: 사월 역 - 어떠한 이유로 일선에서 물러나 있던 기녀. 임신 중이었으며 무엇인가 단서를 쥐고 있었으나 비밀리에 제거되었다. 가족으로는 불법 광산에서 착취 당하던 남동생이 있다.
- 김승수: 박철규 역 - 성이겸의 상사였던 사람으로 홍문관 수찬. 선대 암행 어사.
- 안세하: 김 내관 역 - 성이겸과 친분이 있는 내관으로 투전 동료.

## 시청률
최저 시청률과 최고 시청률은 시청률 조사회사와 지역별로 시청률에 차이가 있을 수 있습니다.
| 2020년      | 2020년      | 2020년         | 2020년         | 2020년       |
| 회차        | 방송일      | TNmS 시청률    | AGB 시청률     | AGB 시청률   |
| 회차        | 방송일      | 대한민국(전국) | 대한민국(전국) | 수도권(서울) |
| ----------- | ----------- | -------------- | -------------- | ------------ |
| 제1회       | 12월 21일   | 4.3%           | 5.0%           | -            |
| 제1회       | 12월 21일   | 4.6%           | 5.0%           | -            |
| 제2회       | 12월 22일   | -              | 5.5%           | -            |
| 제2회       | 12월 22일   | 5.2%           | 5.8%           | -            |
| 제3회       | 12월 28일   | -              | 5.3%           | 5.4%         |
| 제3회       | 12월 28일   | -              | 5.2%           | -            |
| 제4회       | 12월 29일   | -              | 5.2%           | -            |
| 제4회       | 12월 29일   | 5.9%           | 6.1%           | 5.7%         |
| 2021년      |             |                |                |              |
| 제5회       | 1월 4일     | 5.6%           | 5.7%           | -            |
| 제5회       | 1월 4일     | -              | 5.0%           | -            |
| 제6회       | 1월 5일     | -              | 4.9%           | -            |
| 제6회       | 1월 5일     | 6.1%           | 6.5%           | -            |
| 제7회       | 1월 11일    | 5.9%           | 6.0%           | 6.1%         |
| 제7회       | 1월 11일    | 8.5%           | 8.7%           | 8.6%         |
| 제8회       | 1월 12일    | 7.1%           | 6.4%           | -            |
| 제8회       | 1월 12일    | 9.0%           | 9.7%           | 9.0%         |
| 제9회       | 1월 18일    | 6.8%           | 5.8%           | -            |
| 제9회       | 1월 18일    | 10.1%          | 9.7%           | 8.9%         |
| 제10회      | 1월 19일    | 8.1%           | 7.7%           | 7.2%         |
| 제10회      | 1월 19일    | 11.3%          | 11.6%          | 11.2%        |
| 제11회      | 1월 25일    | 8.8%           | 8.4%           | 8.0%         |
| 제11회      | 1월 25일    | 10.9%          | 10.6%          | 10.0%        |
| 제12회      | 1월 26일    | 8.7%           | 8.6%           | 8.0%         |
| 제12회      | 1월 26일    | 11.4%          | 12.0%          | 11.2%        |
| 제13회      | 2월 1일     | 9.1%           | 9.7%           | 8.7%         |
| 제13회      | 2월 1일     | 11.8%          | 13.6%          | 12.6%        |
| 제14회      | 2월 2일     | 8.6%           | 8.8%           | 7.9%         |
| 제14회      | 2월 2일     | 11.7%          | 12.3%          | 11.1%        |
| 제15회      | 2월 8일     | 8.4%           | 8.8%           | 7.9%         |
| 제15회      | 2월 8일     | 11.5%          | 12.0%          | 10.7%        |
| 제16회      | 2월 9일     | 9.2%           | 10.2%          | 9.8%         |
| 제16회      | 2월 9일     | 12.7%          | 14.0%          | 13.2%        |
| 평균 시청률 | 평균 시청률 | %              | 8.1%           | %            |

## 참고 사항
- 본방송 시점이 당초 2020년 11월 2일부터 첫 방송할 예정이었지만 코로나19 재확산으로 인한 사회적 시국을 고려하여, 편성 공백을 메우기 위해 《땅만빌리지》를 비롯한《축구 야구 말구》 등 예능 프로그램이 대체 편성하여, 한 달 간격을 맞춰서, 2020년 12월 21일부터 방영을 개시하였다.
- SBS가 창사 30주년을 맞아서 야심차게 기획한 지상파 유일의 엑소시즘 팩션 사극물인 '조선구마사'가 제작 및 편성 지연 문제로 인하여, 본방송 시점을 2021년 3월 22일로 최종 확정됨에 따라, 시청률 1위를 탈환한 사실이 있었다.

## 수상 경력
- 2021년 KBS 연기대상 남자 조연상 이이경
- 2021년 KBS 연기대상 미니시리즈부문 여자 우수상 권나라
- 2022년 코리아드라마어워즈 글로벌 스타상(엘)

## 동시간대 드라마
- MBC 월화드라마

《카이로스》(2020년 10월 26일~2020년 12월 22일)
- SBS 월화드라마

《펜트하우스》(2020년 10월 26일~2021년 1월 5일)
- JTBC 월화드라마

《라이브온》(2020년 11월 17일~2021년 1월 12일)
《선배 그 립스틱 바르지 마요》(2021년 1월 18일~2021년 3월 9일)
- tvN 월화드라마

《낮과 밤》(2020년 11월 30일~2021년 1월 19일)
《루카: 더 비기닝》(2021년 2월 1일~2021년 3월 9일)

## 같이 보기
- 대한민국의 텔레비전 드라마 목록 (ㅇ)
- 2020년 대한민국의 텔레비전 드라마 목록